# Фредерік Корнуолліс Конібер
Фредерік Корнуолліс Конібер (англ. Frederick Cornwallis Conybeare; 14 вересня 1856 — 9 січня 1924) — британський сходознавець, співробітник Оксфордського університетського коледжу та професор теології Оксфордського університету.

## Життєпис
Фредерік Конібер народився в Кулсдоні, Суррей, він був третім сином адвоката Джона Чарльза Конібера та онуком геолога Вільяма Деніела Конібера. Він зацікавився діяльністю старокатолицької організації Орден корпоративного об'єднання і став у ній єпископом у 1894 році. Також у 1890-х роках він написав книгу про справу Дрейфуса, бувши прибічником невиновності Дрейфуса, і перекладав ранньохристиянські тексти. Крім того, він написав важливу роботу про Варлаама та Йосафата. Він був авторитетним дослідником у питаннях стосовно вірменської церкви.
З 1904 по 1915 рік він був членом Раціоналістичної пресасоціації.
Одна з найвідоміших його праць — «Міф, магія та мораль» (англ. Myth, Magic, and Morals) 1909 року, пізніше перевидана під назвою «Походження християнства» (англ. The Origins of Christianity). У ній була різка критика теорії міфу про Ісуса, Конібер виступав прихильником історичності Ісуса; але він також критикував деякі аспекти ортодоксального християнства. Пізніше, в 1914 році, він повернувся до цієї теми, щоб здійснити пряму критику провідних прихильників теорії міфу про Ісуса.
Конібер також працював перекладачем і переклав два томи «Життя Аполлонія з Тіани» Філострата для Класичної бібліотеки Льоба. Він також переклав «Заповіт Соломона» .
Фредерік Конібер помер у 1924 році у віці 68 років і був похований на кладовищі Бромптон у Лондоні.

## Науковий доробок

### Книги
- Outlines of a Philosophy of Religion by Hermann Lotze (1892) translator
- The Armenian Apology and Acts of Apollonius, and Other Monuments of Early Christianity (1896)
- The Demonology of the New Testament. I (1896)
- About the Contemplative Life; or the Fourth Book of the Treatise Concerning Virtues, by Philo Judaeus (1895) editor
- The Key of Truth, a Manual of the Paulician Church of Armenia (1898)
- The Story of Ahikar from the Syriac, Arabic, Armenian, Ethiopic, Greek and Slavonic Versions (1898) with J. Rendel Harris and Agnes Smith Lewis
- The Dreyfus Case (1899)
- Rituale Armenorum Being the Administration of the Sacraments & the Breviary Rites of the Armenian Church Together with the Greek Rites of Baptism & Epiphany edited from the oldest manuscripts (1905) with Arthur John Maclean
- Selections from the Septuagint According to the Text of Swete (1905) with St. George Stock, later as A Grammar of Septuagint Greek online
- The Armenian version of Revelation, Apocalypse of John the Divine (1907) editor
- Myth, Magic, and Morals: A Study of Christian Origins (1909)
- History of New Testament Criticism (1910)
- The Ring of Pope Xystus, Together with the Prologue of Rufinus (1910)
- The Life of Apollonius of Tyana: The Epistles of Apollonius and the Treatise of Eusebius. Philostratus (1912) translator, Loeb Classical Library, two volumes
- A Catalogue of the Armenian Manuscripts in the British Museum (1913)
- The Historical Christ; or, An investigation of the views of Mr. J. M. Robertson, Dr. A. Drews, and Prof. W. B. Smith (1914)
- Russian Dissenters (1921)
- The Armenian Church: Heritage and Identity. (St. Vartan Press: New York, 2001) edited by the Rev. Nerses Vrej Nersessian

### Статті
- «The Testament of Solomon» (translation), Jewish Quarterly Review (October 1898)
- «The History of Christmas», The American Journal of Theology 3 (1899), 1–22
- «Antiochus Strategos, The Capture of Jerusalem by the Persians in 614 AD [Архівовано 2009-09-25 у Wayback Machine.]» (translation), English Historical Review 25 (1910), 502—517
- «The Philosophical Aspects of the Doctrine of Divine Incarnation» Jewish Quarterly Review (July 1895)
- «The Demonology of the New Testament. I» Jewish Quarterly Review July 1896
- «Christian Demonology. II» Jewish Quarterly Review October 1896
- «Christian Demonology. III» Jewish Quarterly Review April 1897
- The Eusebian Form of the Text of Matthew 28:19 Zeitschrift für die neutestamentliche Wissenschaft (a journal) 2 (1901): 275–88
- «The Survival of Animal Sacrifices inside the Christian Church» The American Journal of Theology January 1903
- «The History of the Greek Church» The American Journal of Theology July 1903